# کریستیان اولریش یکم
کریستیان اولریش یکم (آلمانی: Christian Ulrich I.، زادهٔ ۹ آوریل ۱۶۵۲ در قلعه اولشنگتسا - درگذشتهٔ ۵ آوریل ۱۷۰۴در قلعه اولشنگتسا) ارتشبد و نجیب‌زادهٔ اهل پروس بود. وی از سال ۱۶۶۹ تا ۱۶۹۷ دوک وورتمبرگ-برنشتات و سپس از سال ۱۶۹۷ تا زمان مرگ دوک حاکم اولز-وورتمبرگ بود. پس از درگذشت برادر بزرگترش سیلویوس فردریک دوم در ۱۶۹۷، اولریش قلمرو دوک او را به ارث برد.

## ازدواج
وی چهار بار ازدواج کرد؛ اولین ازدواج وی در ۱۶۷۲ در برنبورگ با آنا الیزابت از آنهالت-برنبورگ، دختر شاهزاده آنهالت-برنبورگ و الئونورا سوفیا از اشلسویگ-هولشتاین هفت فرزند به دنبال داشت؛ ازدواج دوم او در ۱۶۸۳ در دوبرلوگ با سیبیل ماریا، دختر دوک ساکس-مرسبورگ هفت فرزند دیگر برای او داشت؛ حاصل سومین ازدواج او در ۱۶۹۵ در هامبورگ با سوفی ویلهلمین، دختر شاهزاده اِن لوئیس ، شاهزاده فریزیای شرقی و جولیانا سوفیا یک دختر بود؛ چهارمین ازدواج او در ۱۷۰۰ در گوسترو با سوفیا، دختر دوک گوستاو آدولف از مکلنبورگ-گوسترو و مگدالن سیبیل از اشلسویگ-هولشتاین-گوتروپ، اما بدون فرزند بود.